# Distrito de Tirschenreuth
Tirschenreuth es uno de los 71 distritos en que está dividido administrativamente el estado alemán de Baviera.
El distrito que está situado en las colinas del Fichtelgebirge. Sus principales ríos son los Waldnaab y la Fichtelnaab.
El distrito fue formado en 1972 mediante la fusión de los distritos de Tirschenreuth y Kemnath. 

## Pueblos y municipios
| Ciudades                                                                                        | Municipios                                                                                     | Verwaltungsgemeinschaften                                     | Municipios libres |
| ----------------------------------------------------------------------------------------------- | ---------------------------------------------------------------------------------------------- | ------------------------------------------------------------- | --- |
| 1. Bärnau 2. Erbendorf 3. Kemnath¹ 4. Mitterteich¹ 5. Tirschenreuth 6. Waldershof 7. Waldsassen | 1. Falkenberg¹ 2. Fuchsmühl 3. Konnersreuth 4. Mähring 5. Neualbenreuth 6. Plößberg 7. Wiesau¹ | 1. Kemnath 2. Krummennaab 3. Mitterteich 4. Neusorg 5. Wiesau | 1. Brand 2. Ebnath 3. Friedenfels 4. Immenreuth 5. Kastl 6. Krummennaab 7. Kulmain 8. Leonberg 9. Neusorg 10. Pechbrunn 11. Pullenreuth 12. Reuth bei Erbendorf |
| ¹ administrado dentro de un Verwaltungsgemeinschaft                                             |                                                                                                |                                                               | |